# Bécaye Diop
Pour les articles homonymes, voir Diop.
Bécaye Diop (né en 1945) est un homme politique sénégalais, membre du Parti démocratique sénégalais (PDS), qui a exercé plusieurs fonctions ministérielles. 
Proche du président de la République Abdoulaye Wade, il est notamment ministre des Forces armées de 2002 à 2009, dans plusieurs gouvernements successifs, ceux d'Idrissa Seck, Macky Sall et Cheikh Hadjibou Soumaré

## Biographie
Originaire du Fouladou (Haute-Casamance), il prépare en 1961 un CAP au Centre d'apprentissage d'enseignement technique de Ziguinchor, puis devient instituteur, directeur d'école élémentaire et maire de Kolda.
En 2000, au moment de l'alternance politique qui conduit Abdoulaye Wade et le Parti démocratique sénégalais au pouvoir, il est nommé ministre délégué auprès du ministre de l’Éducation nationale chargé de l’Enseignement technique, de la Formation professionnelle, de l’Alphabétisation et des Langues nationales.
Le 1er octobre 2002, le ministre des Forces armées, Youba Sambou, démissionne à la suite du naufrage du Joola survenu le 26 septembre 2002. Le 6 novembre 2002, Bécaye Diop lui succède à la tête du Ministère des Forces armées. À l'occasion du léger remaniement ministériel de 2007, il est en outre nommé ministre d'État.
En octobre 2009 Abdoulaye Baldé lui succède à la tête du ministère. Lui-même est nommé ministre de l'Intérieur, en remplacement de Cheikh Tidiane Sy. Ses fonctions s'achèvent en avril 2012, à l'occasion du changement de gouvernement lié à la victoire de Macky Sall à l'élection présidentielle. Mbaye Ndiaye est le nouveau ministre de l'Intérieur.
Bécaye Diop est marié et père de six enfants.